# James Philip Eagle

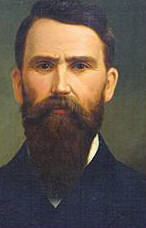
James Philip Eagle

James Philip Eagle, född 10 augusti 1837 i Maury County, Tennessee, död 19 december 1904 i Little Rock, Arkansas, var en amerikansk demokratisk politiker och religiös ledare. Han var den 16:e guvernören i delstaten Arkansas 1889-1893.

## Inbördeskriget
Eagle deltog i amerikanska inbördeskriget i sydstatsarmén. Han sårades i kriget och befordrades till överste.

## Guvernör
Eagle valdes till guvernör i Arkansas två gånger. Han var positivt inställd till kvinnlig rösträtt och försökte föra fram småjordbrukarnas sak, trots att han själv ägde ett av de största jordbruken i Arkansas.

## Baptistpresident
Southern Baptist Convention valde 1902 Eagle till deras ordförande (President of the Southern Baptist Convention). Han omvaldes två gånger. 

## Gravplats
Eagles grav finns på Mount Holly Cemetery i Little Rock.